# Damaeus longitarsalis
Damaeus longitarsalis är en kvalsterart som först beskrevs av Hammer 1952.  Damaeus longitarsalis ingår i släktet Damaeus och familjen Damaeidae. Inga underarter finns listade i Catalogue of Life.